# Rykowisko (województwo kujawsko-pomorskie)
Rykowisko – (niem. Brunftplatz) osada w Polsce położona w województwie kujawsko-pomorskim, w powiecie świeckim, w gminie Lniano.
W latach 1975–1998 miejscowość administracyjnie należała do województwa bydgoskiego.